# Masters of Formula 3 1998
De Marlboro Masters of Formula 3 1998 was de achtste editie van de Masters of Formula 3. De race, waarin Formule 3-teams uit verschillende Europese kampioenschappen tegen elkaar uitkomen, werd verreden op 9 augustus 1998 op het Circuit Park Zandvoort.
De race werd gewonnen door David Saelens voor ASM Fina. Promatecme UK-coureur Enrique Bernoldi en Paul Stewart Racing-coureur Mário Haberfeld maakten het podium compleet.

## Inschrijvingen
| Team                            | No | Rijder                 | Chassis | Motor       | Kampioenschap            |
| ------------------------------- | -- | ---------------------- | ------- | ----------- | ------------------------ |
| Van Amersfoort Racing           | 1  | Christijan Albers      | Dallara | Opel        | Duitse Formule 3         |
| Van Amersfoort Racing           | 2  | Bas Leinders           | Dallara | Opel        | Duitse Formule 3         |
| ASM Fina                        | 3  | Sébastien Dumez        | Dallara | Renault     | Franse Formule 3         |
| ASM Fina                        | 4  | David Saelens          | Dallara | Renault     | Franse Formule 3         |
| Promatecme UK                   | 5  | Enrique Bernoldi       | Dallara | Renault     | Britse Formule 3         |
| Promatecme UK                   | 6  | Marc Hynes             | Dallara | Renault     | Britse Formule 3         |
| EF Project                      | 7  | Enrico Toccacelo       | Dallara | Fiat        | Italiaanse Formule 3     |
| EF Project                      | 8  | Michele Gasparini      | Dallara | Fiat        | Italiaanse Formule 3     |
| EF Project                      | 9  | Davide Uboldi          | Dallara | Fiat        | Italiaanse Formule 3     |
| Paul Stewart Racing             | 10 | Mário Haberfeld        | Dallara | Mugen-Honda | Britse Formule 3         |
| Paul Stewart Racing             | 11 | Luciano Burti          | Dallara | Mugen-Honda | Britse Formule 3         |
| La Filière                      | 14 | Sébastien Bourdais     | Martini | Opel        | Franse Formule 3         |
| La Filière                      | 15 | Franck Montagny        | Martini | Opel        | Franse Formule 3         |
| La Filière                      | 17 | Marcel Fässler         | Martini | Opel        | Franse Formule 3         |
| Josef Kaufmann Racing           | 18 | Timo Scheider          | Martini | Opel        | Duitse Formule 3         |
| Prema Powerteam                 | 19 | Gianluca Calcagni      | Dallara | Opel        | Italiaanse Formule 3     |
| Prema Powerteam                 | 20 | Donny Crevels          | Dallara | Opel        | Italiaanse Formule 3     |
| KMS Benetton Junior Team        | 21 | Jeffrey van Hooydonk   | Dallara | Opel        | Duitse Formule 3         |
| KMS Benetton Junior Team        | 22 | Johnny Mislijevic      | Dallara | Opel        | Duitse Formule 3         |
| KMS Benetton Junior Team        | 23 | Thomas Mutsch          | Dallara | Opel        | Duitse Formule 3         |
| Graff Racing                    | 24 | David Terrien          | Dallara | Opel        | Franse Formule 3         |
| Venturini Racing                | 25 | Maurizio Mediani       | Dallara | Alfa Romeo  | Italiaanse Formule 3     |
| Venturini Racing                | 26 | Peter Sundberg         | Dallara | Fiat        | Italiaanse Formule 3     |
| Team Ghinzani                   | 27 | Paolo Montin           | Dallara | Fiat        | Italiaanse Formule 3     |
| Team Ghinzani                   | 28 | Gabriele Gardel        | Dallara | Fiat        | Italiaanse Formule 3     |
| Team Ghinzani                   | 29 | Riccardo Ronchi        | Dallara | Fiat        | Italiaanse Formule 3     |
| GM-DSF-F3 Team                  | 30 | Wouter van Eeuwijk     | Dallara | Opel        | Duitse Formule 3         |
| GM-DSF-F3 Team                  | 31 | Robert Lechner         | Dallara | Opel        | Duitse Formule 3         |
| Alan Docking Racing             | 32 | Ricardo Maurício       | Dallara | Mugen-Honda | Britse Formule 3         |
| Alan Docking Racing             | 33 | Yudai Igarashi         | Dallara | Mugen-Honda | Britse Formule 3         |
| Opel Team BSR                   | 35 | Steffen Widmann        | Dallara | Opel        | Duitse Formule 3         |
| Opel Team BSR                   | 36 | Pierre Kaffer          | Martini | Opel        | Duitse Formule 3         |
| Signature                       | 38 | Tiago Monteiro         | Dallara | Fiat        | Franse Formule 3         |
| RC Motorsport                   | 41 | Stanislas d'Oultremont | Dallara | Opel        | Italiaanse Formule 3     |
| RC Motorsport                   | 42 | Ananda Mikola          | Dallara | Opel        | Italiaanse Formule 3     |
| Fortec Motorsport               | 43 | Andrej Pavicevic       | Dallara | Mugen-Honda | Britse Formule 3         |
| Fortec Motorsport               | 44 | Kristian Kolby         | Dallara | Mugen-Honda | Britse Formule 3         |
| Fortec Motorsport               | 46 | Hoover Orsi            | Dallara | Mugen-Honda | Europese Formule Renault |
| IPS Motorsport                  | 47 | Johan Stureson         | Dallara | Opel        | Duitse Formule 3         |
| Intersport Racing               | 49 | Ben Collins            | Dallara | Opel        | Britse Formule 3         |
| Klaus Trella Motorsport         | 50 | Thomas Jäger           | Martini | Opel        | Duitse Formule 3         |
| MKL F3 Racing                   | 51 | Michael Becker         | Dallara | Opel        | Duitse Formule 3         |
| MKL F3 Racing                   | 52 | Lucas Luhr             | Dallara | Opel        | Duitse Formule 3         |
| Royal Automobile Club of Sweden | 53 | Michael Becker         | Dallara | Fiat        | Duitse Formule 3         |
| DC Cook Motorsport              | 54 | Paula Cook             | Dallara | Opel        | Duitse Formule 3         |
| Target Racing                   | 55 | Nikolaos Stremmenos    | Dallara | Opel        | Italiaanse Formule 3     |
| Target Racing                   | 56 | Dimitris Deverikos     | Dallara | Fiat        | Griekse Formule 3        |

## Kwalificatie
- De uitslag van beide kwalificaties zorgen voor de startopstelling van de beide kwalificatieraces.

### Groep A
| Positie | Nr. | Rijder                 | Team                            | Tijd     |
| ------- | --- | ---------------------- | ------------------------------- | -------- |
| 1       | 5   | Enrique Bernoldi       | Promatecme UK                   | 1:02.149 |
| 2       | 21  | Jeffrey van Hooydonk   | KMS Benetton Junior Team        | 1:02.265 |
| 3       | 27  | Paolo Montin           | Team Ghinzani                   | 1:02.369 |
| 4       | 3   | Sébastien Dumez        | ASM Fina                        | 1:02.379 |
| 5       | 47  | Johan Stureson         | IPS Motorsport                  | 1:02.388 |
| 6       | 1   | Christijan Albers      | Van Amersfoort Racing           | 1:02.392 |
| 7       | 11  | Luciano Burti          | Paul Stewart Racing             | 1:02.411 |
| 8       | 31  | Robert Lechner         | GM-DSF-F3 Team                  | 1:02.412 |
| 9       | 25  | Maurizio Mediani       | Venturini Racing                | 1:02.420 |
| 10      | 19  | Gianluca Calcagni      | Prema Powerteam                 | 1:02.445 |
| 11      | 49  | Ben Collins            | Intersport Racing               | 1:02.522 |
| 12      | 17  | Marcel Fässler         | La Filière                      | 1:02.661 |
| 13      | 15  | Franck Montagny        | La Filière                      | 1:02.697 |
| 14      | 33  | Yudai Igarashi         | Alan Docking Racing             | 1:02.704 |
| 15      | 29  | Riccardo Ronchi        | Team Ghinzani                   | 1:02.822 |
| 16      | 23  | Thomas Mutsch          | KMS Benetton Junior Team        | 1:02.837 |
| 17      | 43  | Andrej Pavicevic       | Fortec Motorsport               | 1:02.924 |
| 18      | 51  | Michael Becker         | MKL F3 Racing                   | 1:02.932 |
| 19      | 37  | Steffen Widmann        | Opel Team BSR                   | 1:03.031 |
| 20      | 9   | Davide Uboldi          | EF Project                      | 1:03.140 |
| 21      | 55  | Nikolaos Stremmenos    | Target Racing                   | 1:03.145 |
| 22      | 7   | Enrico Toccacelo       | EF Project                      | 1:03.550 |
| 23      | 41  | Stanislas d'Oultremont | RC Motorsport                   | 1:03.724 |
| 24      | 53  | Michael Becker         | Royal Automobile Club of Sweden | 1:05.185 |

### Groep B
| Positie | Nr. | Rijder             | Team                     | Tijd     |
| ------- | --- | ------------------ | ------------------------ | -------- |
| 1       | 44  | Kristian Kolby     | Fortec Motorsport        | 1:01.899 |
| 2       | 4   | David Saelens      | ASM Fina                 | 1:01.908 |
| 3       | 2   | Bas Leinders       | Van Amersfoort Racing    | 1:02.081 |
| 4       | 24  | David Terrien      | Graff Racing             | 1:02.083 |
| 5       | 20  | Donny Crevels      | Prema Powerteam          | 1:02.108 |
| 6       | 10  | Mário Haberfeld    | Paul Stewart Racing      | 1:02.293 |
| 7       | 6   | Marc Hynes         | Promatecme UK            | 1:02.311 |
| 8       | 52  | Lucas Luhr         | MKL F3 Racing            | 1:02.355 |
| 9       | 32  | Ricardo Maurício   | Alan Docking Racing      | 1:02.420 |
| 10      | 50  | Thomas Jäger       | Klaus Trella Motorsport  | 1:02.476 |
| 11      | 18  | Timo Scheider      | Josef Kaufmann Racing    | 1:02.548 |
| 12      | 42  | Ananda Mikola      | RC Motorsport            | 1:02.569 |
| 13      | 46  | Hoover Orsi        | Fortec Motorsport        | 1:02.581 |
| 14      | 36  | Pierre Kaffer      | Opel Team BSR            | 1:02.763 |
| 15      | 14  | Sébastien Bourdais | La Filière               | 1:02.831 |
| 16      | 26  | Peter Sundberg     | Venturini Racing         | 1:02.833 |
| 17      | 28  | Gabriele Gardel    | Team Ghinzani            | 1:02.998 |
| 18      | 54  | Paula Cook         | DC Cook Motorsport       | 1:03.058 |
| 19      | 38  | Tiago Monteiro     | Signature                | 1:03.063 |
| 20      | 30  | Wouter van Eeuwijk | GM-DSF-F3 Team           | 1:03.187 |
| 21      | 22  | Johnny Mislijevic  | KMS Benetton Junior Team | 1:03.200 |
| 22      | 8   | Michele Gasparini  | EF Project               | 1:03.273 |
| 23      | 56  | Dimitris Deverikos | Target Racing            | 1:04.211 |

## Kwalificatieraces
- De top 14 van beide kwalificatieraces gaan automatisch door naar de hoofdrace. De overige vier auto's werden samengesteld uit de overgebleven coureurs met de hoogste kwalificatieposities.

### Groep A
| Positie | Nr. | Rijder                 | Team                            | Ronden | Tijd/Verschil | Grid |
| ------- | --- | ---------------------- | ------------------------------- | ------ | ------------- | ---- |
| 1       | 5   | Enrique Bernoldi       | Promatecme UK                   | 20     | 21:27.513     | 1    |
| 2       | 27  | Paolo Montin           | Team Ghinzani                   | 20     | +1.374        | 4    |
| 3       | 21  | Jeffrey van Hooydonk   | KMS Benetton Junior Team        | 20     | +11.366       | 2    |
| 4       | 3   | Sébastien Dumez        | ASM Fina                        | 20     | +11.942       | 4    |
| 5       | 11  | Luciano Burti          | Paul Stewart Racing             | 20     | +13.469       | 7    |
| 6       | 47  | Johan Stureson         | IPS Motorsport                  | 20     | +14.351       | 5    |
| 7       | 15  | Franck Montagny        | La Filière                      | 20     | +14.877       | 13   |
| 8       | 25  | Maurizio Mediani       | Venturini Racing                | 20     | +15.671       | 9    |
| 9       | 49  | Ben Collins            | Intersport Racing               | 20     | +16.402       | 11   |
| 10      | 33  | Yudai Igarashi         | Alan Docking Racing             | 20     | +23.866       | 14   |
| 11      | 37  | Steffen Widmann        | Opel Team BSR                   | 20     | +26.255       | 19   |
| 12      | 7   | Enrico Toccacelo       | EF Project                      | 20     | +32.318       | 22   |
| 13      | 23  | Thomas Mutsch          | KMS Benetton Junior Team        | 20     | +34.269       | 16   |
| 14      | 9   | Davide Uboldi          | EF Project                      | 20     | +37.681       | 20   |
| 15      | 43  | Andrej Pavicevic       | Fortec Motorsport               | 20     | +39.615       | 17   |
| 16      | 1   | Christijan Albers      | Van Amersfoort Racing           | 20     | +43.254       | 6    |
| 17      | 51  | Michael Becker         | MKL F3 Racing                   | 20     | +43.749       | 18   |
| 18      | 41  | Stanislas d'Oultremont | RC Motorsport                   | 20     | +46.715       | 23   |
| 19      | 31  | Robert Lechner         | GM-DSF-F3 Team                  | 20     | +49.172       | 8    |
| 20      | 53  | Michael Becker         | Royal Automobile Club of Sweden | 20     | +57.644       | 24   |
| 21      | 29  | Riccardo Ronchi        | Team Ghinzani                   | 19     | +1 ronde      | 15   |
| DNF     | 55  | Nikolaos Stremmenos    | Target Racing                   | 15     | Uitgevallen   | 21   |
| DNF     | 17  | Marcel Fässler         | La Filière                      | 12     | Uitgevallen   | 12   |
| DNF     | 19  | Gianluca Calcagni      | Prema Powerteam                 | 1      | Uitgevallen   | 10   |

### Groep B
| Positie | Nr. | Rijder             | Team                     | Ronden | Tijd/Verschil | Grid |
| ------- | --- | ------------------ | ------------------------ | ------ | ------------- | ---- |
| 1       | 4   | David Saelens      | ASM Fina                 | 20     | 21:16.663     | 2    |
| 2       | 44  | Kristian Kolby     | Fortec Motorsport        | 20     | +0.936        | 1    |
| 3       | 10  | Mário Haberfeld    | Paul Stewart Racing      | 20     | +1.308        | 6    |
| 4       | 20  | Donny Crevels      | Prema Powerteam          | 20     | +1.887        | 5    |
| 5       | 18  | Timo Scheider      | Josef Kaufmann Racing    | 20     | +10.007       | 11   |
| 6       | 52  | Lucas Luhr         | MKL F3 Racing            | 20     | +11.715       | 8    |
| 7       | 46  | Hoover Orsi        | Fortec Motorsport        | 20     | +15.600       | 13   |
| 8       | 50  | Thomas Jäger       | Klaus Trella Motorsport  | 20     | +16.789       | 10   |
| 9       | 36  | Pierre Kaffer      | Opel Team BSR            | 20     | +18.790       | 14   |
| 10      | 42  | Ananda Mikola      | RC Motorsport            | 20     | +24.446       | 12   |
| 11      | 6   | Marc Hynes         | Promatecme UK            | 20     | +32.559       | 7    |
| 12      | 14  | Sébastien Bourdais | La Filière               | 20     | +32.941       | 15   |
| 13      | 26  | Peter Sundberg     | Venturini Racing         | 20     | +33.243       | 16   |
| 14      | 28  | Gabriele Gardel    | Team Ghinzani            | 20     | +33.921       | 17   |
| 15      | 54  | Paula Cook         | DC Cook Motorsport       | 20     | +34.975       | 18   |
| 16      | 8   | Michele Gasparini  | EF Project               | 20     | +35.227       | 22   |
| 17      | 38  | Tiago Monteiro     | Signature                | 20     | +39.295       | 19   |
| 18      | 22  | Johnny Mislijevic  | KMS Benetton Junior Team | 20     | +56.236       | 21   |
| 19      | 24  | David Terrien      | Graff Racing             | 19     | +1 ronde      | 4    |
| DNF     | 30  | Wouter van Eeuwijk | GM-DSF-F3 Team           | 17     | Uitgevallen   | 20   |
| DNF     | 56  | Dimitris Deverikos | Target Racing            | 13     | Uitgevallen   | 23   |
| DNF     | 2   | Bas Leinders       | Van Amersfoort Racing    | 0      | Uitgevallen   | 3    |
| DNF     | 32  | Ricardo Maurício   | Alan Docking Racing      | 0      | Uitgevallen   | 9    |

## Hoofdrace
| Positie | Nr. | Rijder                 | Team                            | Ronden | Tijd/Verschil       | Grid |
| ------- | --- | ---------------------- | ------------------------------- | ------ | ------------------- | ---- |
| 1       | 4   | David Saelens          | ASM Fina                        | 31     | 33:21.247           | 1    |
| 2       | 5   | Enrique Bernoldi       | Promatecme UK                   | 31     | +0.334              | 2    |
| 3       | 10  | Mário Haberfeld        | Paul Stewart Racing             | 31     | +1.117              | 5    |
| 4       | 27  | Paolo Montin           | Team Ghinzani                   | 31     | +2.489              | 4    |
| 5       | 3   | Sébastien Dumez        | ASM Fina                        | 31     | +7.667              | 8    |
| 6       | 15  | Franck Montagny        | La Filière                      | 31     | +10.192             | 14   |
| 7       | 21  | Jeffrey van Hooydonk   | KMS Benetton Junior Team        | 31     | +18.368             | 6    |
| 8       | 18  | Timo Scheider          | Josef Kaufmann Racing           | 31     | +18.720             | 9    |
| 9       | 11  | Luciano Burti          | Paul Stewart Racing             | 31     | +20.749             | 10   |
| 10      | 52  | Lucas Luhr             | MKL F3 Racing                   | 31     | +21.179             | 11   |
| 11      | 47  | Johan Stureson         | IPS Motorsport                  | 31     | +21.633             | 12   |
| 12      | 25  | Maurizio Mediani       | Venturini Racing                | 31     | +22.072             | 16   |
| 13      | 49  | Ben Collins            | Intersport Racing               | 31     | +24.768             | 18   |
| 14      | 50  | Thomas Jäger           | Klaus Trella Motorsport         | 31     | +25.539             | 15   |
| 15      | 6   | Marc Hynes             | Promatecme UK                   | 31     | +26.132             | 21   |
| 16      | 26  | Peter Sundberg         | Venturini Racing                | 31     | +26.448             | 25   |
| 17      | 44  | Kristian Kolby         | Fortec Motorsport               | 31     | +27.259             | 3    |
| 18      | 37  | Steffen Widmann        | Opel Team BSR                   | 31     | +42.524             | 22   |
| 19      | 7   | Enrico Toccacelo       | EF Project                      | 31     | +44.107             | 24   |
| 20      | 14  | Sébastien Bourdais     | La Filière                      | 31     | +44.385             | 23   |
| 21      | 9   | Davide Uboldi          | EF Project                      | 31     | +53.754             | 28   |
| 22      | 24  | David Terrien          | Graff Racing                    | 29     | +2 ronden           | 31   |
| DNF     | 36  | Pierre Kaffer          | Opel Team BSR                   | 30     | Uitgevallen         | 17   |
| DNF     | 28  | Gabriele Gardel        | Team Ghinzani                   | 24     | Uitgevallen         | 27   |
| DNF     | 20  | Donny Crevels          | Prema Powerteam                 | 22     | Uitgevallen         | 7    |
| DNF     | 42  | Ananda Mikola          | RC Motorsport                   | 12     | Uitgevallen         | 19   |
| DNF     | 31  | Robert Lechner         | GM-DSF-F3 Team                  | 11     | Uitgevallen         | 32   |
| DNF     | 33  | Yudai Igarashi         | Alan Docking Racing             | 6      | Uitgevallen         | 20   |
| DNF     | 1   | Christijan Albers      | Van Amersfoort Racing           | 5      | Uitgevallen         | 30   |
| DNF     | 23  | Thomas Mutsch          | KMS Benetton Junior Team        | 3      | Uitgevallen         | 26   |
| DNF     | 2   | Bas Leinders           | Van Amersfoort Racing           | 1      | Uitgevallen         | 29   |
| DNF     | 46  | Hoover Orsi            | Fortec Motorsport               | 0      | Uitgevallen         | 13   |
| DNQ     | 43  | Andrej Pavicevic       | Fortec Motorsport               | 0      | Niet gekwalificeerd |      |
| DNQ     | 51  | Michael Becker         | MKL F3 Racing                   | 0      | Niet gekwalificeerd |      |
| DNQ     | 41  | Stanislas d'Oultremont | RC Motorsport                   | 0      | Niet gekwalificeerd |      |
| DNQ     | 53  | Michael Becker         | Royal Automobile Club of Sweden | 0      | Niet gekwalificeerd |      |
| DNQ     | 29  | Riccardo Ronchi        | Team Ghinzani                   | 0      | Niet gekwalificeerd |      |
| DNQ     | 55  | Nikolaos Stremmenos    | Target Racing                   | 0      | Niet gekwalificeerd |      |
| DNQ     | 17  | Marcel Fässler         | La Filière                      | 0      | Niet gekwalificeerd |      |
| DNQ     | 19  | Gianluca Calcagni      | Prema Powerteam                 | 0      | Niet gekwalificeerd |      |
| DNQ     | 54  | Paula Cook             | DC Cook Motorsport              | 0      | Niet gekwalificeerd |      |
| DNQ     | 8   | Michele Gasparini      | EF Project                      | 0      | Niet gekwalificeerd |      |
| DNQ     | 38  | Tiago Monteiro         | Signature                       | 0      | Niet gekwalificeerd |      |
| DNQ     | 22  | Johnny Mislijevic      | KMS Benetton Junior Team        | 0      | Niet gekwalificeerd |      |
| DNQ     | 30  | Wouter van Eeuwijk     | GM-DSF-F3 Team                  | 0      | Niet gekwalificeerd |      |
| DNQ     | 56  | Dimitris Deverikos     | Target Racing                   | 0      | Niet gekwalificeerd |      |
| DNQ     | 32  | Ricardo Maurício       | Alan Docking Racing             | 0      | Niet gekwalificeerd |      |

1991 · 1992 · 1993 · 1994 · 1995 · 1996 · 1997 · 1998 · 1999 · 2000 · 2001 · 2002 · 2003 · 2004 · 2005 · 2006 · 2007 · 2008 · 2009 · 2010 · 2011 · 2012 · 2013 · 2014 · 2015 · 2016
Lijst van coureurs